# Col des Rangiers
Der Col des Rangiers ist ein Pass im Schweizer Kanton Jura. Er liegt auf 856 Metern Höhe im Kettenjura und verbindet das Tal der Allaine im Westen mit dem Tal des Tabeillon im Osten.

## Geographie
Der Pass befindet sich auf der Strecke zwischen Delsberg im Nordwesten und Pruntrut im Nordosten zwischen den Orten Develier und Cornol. Wenige 100 m westlich der eigentlichen Passhöhe liegen ein Abzweiger nach Saint-Ursanne im Westen und Glovelier im Süden und davon nach Saignelégier im Südwesten. Die Passhöhe liegt auf 856 m ü. M. Bis 2009 gehörte der Pass zum Gebiet der Gemeinde Asuel, die heute Teil von La Baroche ist. Der Col des Rangiers verbindet die Regionen Ajoie (im Nordwesten) mit den Freibergen und dem Clos du Doubs im Süden sowie dem Delsberger Becken im Osten. Mit der Eröffnung der Bahnstrecke Delémont–Delle 1877 ging der Verkehr über den Pass zurück. Seit 1998 kann der Automobilverkehr den Pass durch die südwestlich gelegene Autobahn A16 in Tunnels umfahren.
Als strategisch wichtiger Punkt wurde der Pass sowohl 1870/71 als auch im Ersten und Zweiten Weltkrieg vom Militär besetzt. Erste Planungen für eine dauerhafte Befestigung des Passes stammen aus dem Jahr 1936. Es entstand eine Sperrstelle mit circa 30 Objekten, darunter Bunker und das Artilleriewerk Plainbois nördlich des Passes. Die Befestigungen wurden nach ihrer Aufgabe in den 1990er-Jahren als Sperrstelle von nationaler Bedeutung klassifiziert.

## Soldatenstandbild

Le Fritz vor den Zerstörungen

1924 errichtete der Bildhauer Charles L’Eplattenier an der Passstrasse einen Kilometer Richtung Courgenay (Koordinaten 582460 / 248240) zum zehnjährigen Jubiläum der Mobilmachung im Ersten Weltkrieg das Soldatenstandbild Sentinelle des Rangiers. Bald erhielt es den Übernamen Le Fritz. Während des Jurakonflikts kam es wiederholt zu Auseinandersetzungen um das Denkmal, weil jurassische Separatisten in ihm ein Symbol der bernischen Herrschaft sahen. 1984 rissen Mitglieder der Separatistenorganisation Béliers das Denkmal vom Sockel, wobei der Kopf abbrach. 1989 wurde die Statue erneut zu Boden gerissen und ihres Kopfes beraubt. 2004 zerstörten vermummte Separatisten den vor dem Rathaus von Delémont ausgestellten Kopf. Das Denkmal wurde nicht wiederaufgebaut.